# Asplenium impressivenium
Asplenium impressivenium är en svartbräkenväxtart som beskrevs av Cornelis Rugier Willem Karel van Alderwerelt van Rosenburgh. Asplenium impressivenium ingår i släktet Asplenium och familjen Aspleniaceae. Inga underarter finns listade.